# Contea di Lowndes (Mississippi)
La contea di Lowndes (in inglese Lowndes County) è una contea dello Stato del Mississippi, negli Stati Uniti. La popolazione al censimento del 2000 era di 61 586 abitanti. Il capoluogo di contea è Columbus.